# Georg Friedrich Fuchs
Georg Friedrich Fuchs (Maguncia, 1752 - París, 1821) fue un compositor, clarinetista y profesor de música alemán.
Estudió con Cannobich y con Haydn, y a partir de 1784 se instaló en París, donde se dedicó a la música para bandas militares, haciendo también de intérprete y profesor. Más adelante trabajó como arreglador para publicaciones.
Compuso numerosos trabajos para bandas militares, y una gran lista de piezas de música de cámara, casi todas para instrumentos de viento.
De entre sus obras se puede destacar:
- Sinfonía Concertante en mi menor para Clarinete, Trompa y Orquesta
- Cuarteto Concertante III para Clarinete en Si bemol, Trompa en Mi bemol, Fagot y Violoncelo
- Cuarteto para Coro, Clarinete, Fagot y Violoncelo

Actualmente se puede encontrar una publicación de Seis Tríos para Clarinete de G.F. Fuchs, que se publicaron por primera vez entre 1803 y 1805.
- Datos: Q318062